# Historia del Derecho en Costa Rica
En Costa Rica han regido diversos sistemas normativos:

## Época prehispánica
En el siglo XVI, en el actual territorio de Costa Rica rigieron diversos ordenamientos normativos de los pueblos indígenas, entre ellos los de los chorotegas, huetares y otros muchos, que en su mayoría eran de carácter consuetudinario y no establecían diferencias entre el Derecho y otros sistemas de regulación de la conducta humana. Al igual que otros Derechos indígenas centroamericanos, los de Costa Rica desaparecieron en gran medida debido a la Conquista española; sin embargo, en la actualidad sobreviven en ciertas zonas del país algunos sistemas normativos indígenas con carácter de Derecho foral, como el de los bribri, los guaimís y los maleku, cuya vigencia y positividad se encuentra garantizada por una ley costarricense de 1867, el convenio 169 de la Organización Internacional del Trabajo y otras fuentes.

## Derecho indiano
En el siglo XVI se produjo el fenómeno de la Conquista, que implantó en el territorio de Costa Rica el Derecho Indiano y, subsidiariamente, el Derecho de Castilla. Este sistema jurídico subsistió hasta el siglo XIX.

## Derecho independiente
Como país independiente, Costa Rica ha tenido los siguientes códigos:

## Derecho civil
- Siete Partidas de Don Alfonso X el Sabio
- Parte Civil del Código General del Estado de Costa Rica de 1841
- Código Civil de Costa Rica de 1888

## Derecho penal
- Siete Partidas de Don Alfonso X el Sabio
- Parte Penal del Código General del Estado de Costa Rica de 1841
- Código Penal de Costa Rica de 1880
- Código Penal de Costa Rica de 1919
- Código Penal de Costa Rica de 1924
- Códigos Penal y de Policía de Costa Rica de 1942
- Código Penal de Costa Rica de 1971

## Derecho procesal civil
- Siete Partidas de Don Alfonso X el Sabio
- Parte Procesal del Código General del Estado de Costa Rica de 1841
  - Código de Procedimientos Civiles de Costa Rica de 1888
- Código de Procedimientos Civiles de Costa Rica de 1933
- Código Procesal Civil de Costa Rica de 1990
- Código Procesal Civil del 2018

## Derecho procesal penal
- Siete Partidas de Don Alfonso X el Sabio
- Parte Procesal del Código General del Estado de Costa Rica de 1841
- Código de Procedimientos Penales de Costa Rica de 1906
- Código de Procedimientos Penales de Costa Rica de 1973
- Código Procesal Penal de Costa Rica de 1998

## Derecho comercial
- Ordenanzas de Bilbao de 1737
- Código de Comercio Español de Sainz de Andino de 1829
- Código de Comercio de Costa Rica de 1853
- Código de Comercio de Costa Rica de 1964

## Derecho militar
- Ordenanzas militares de Don Carlos III
- Código Militar de Costa Rica de 1871
- Código Militar de Costa Rica de 1884
- Código de Justicia Militar de Costa Rica de 1898

- Datos: Q5900032